# عدد غير ملموس
عدد غير ملموس (بالإنجليزية: Untouchable number)‏ هو عدد صحيح طبيعي لا يمكن أن يكون مجموع القواسم النظيفة لعدد صحيح طبيعي ما.